# Kevin Brown (attore)
Kevin Brown (4 aprile 1972) è un attore statunitense di origini afro-americane,conosciuto specialmente per il ruolo di "puntocom" nella serie televisiva 30 Rock della NBC.

## Filmografia

### Cinema
- The Dog Ate It, regia di Steven Pearl – cortometraggio (1991)
- Cracking Up, regia di Matt Mitler (1994)
- Wicked Games, regia di Tim Ritter (1994)
- Pecos Bill - Una leggenda per amico (Tall Tale: The Unbelievable Adventures of Pecos Bill), regia di Jeremiah S. Chechik (1995)
- Of Love & Betrayal, regia di Michael Reed McLaughlin (1995)
- Broken Vessels, regia di Scott Ziehl (1998)
- Vicious, regia di Matt Green (1998)
- Quanto è difficile essere teenager! (Confessions of a Teenage Drama Queen), regia di Sara Sugarman (2004)
- Get Rich or Die Tryin', regia di Jim Sheridan (2005)
- Delirious - Tutto è possibile (Delirious), regia di Tom DiCillo (2006)
- A Merry Little Christmas, regia di John Dowling Jr. e Karl Fink (2006)
- Mystery Team, regia di Dan Eckman (2006)
- Che fine hanno fatto i Morgan? (Did You Hear About the Morgans?), regia di Marc Lawrence (2009)
- Sex and the City 2, regia di Michael Patrick King (2010)
- A Kiss for Jed Wood, regia di Maurice Linnane (2011)
- Ocean's 8, regia di Gary Ross (2018)

### Televisione
- Papà Noè (Second Noah) – serie TV, episodio 2x06 (1996)
- 30 Rock – serie TV, 84 episodio (2006-2013)
- Human Giant – serie TV, episodio 2x05 (2008)
- Late Night with Conan O'Brien – serie TV, episodio 15x162 (2008)
- Royal Pains – serie TV, episodio 1x10 (2009)
- NYC 22 – serie TV, episodio 1x04 (2012)
- Castle – serie TV, episodio 5x03 (2012)
- White Collar – serie TV, episodio 5x09 (2013)

## Doppiatori italiani
- Mauro Magliozzi in 30 Rock
- Mario Bombardieri in 30 Rock (st. 4)